# 拜尼欧 (厄尔-卢瓦省)
拜尼欧（法語：Baigneaux，法語發音：[bɛɲo]）是法国厄尔-卢瓦省的一个市镇，属于沙托丹区。

## 地理
拜尼欧（48°7'41"N, 1°48'57"E）面积11.78 平方千米，位于法国中央-卢瓦尔河谷大区厄尔-卢瓦省，该省份为法国北部内陆省份，北起顺时针与厄尔省、伊夫林省、埃松省、卢瓦雷省、卢瓦-谢尔省、萨尔特省和奧恩省接壤。
与拜尼欧接壤的市镇（或旧市镇、城区）包括：上巴佐什、蒂耶勒佩讷、吕莫、普普里、当布龙、桑蒂伊。

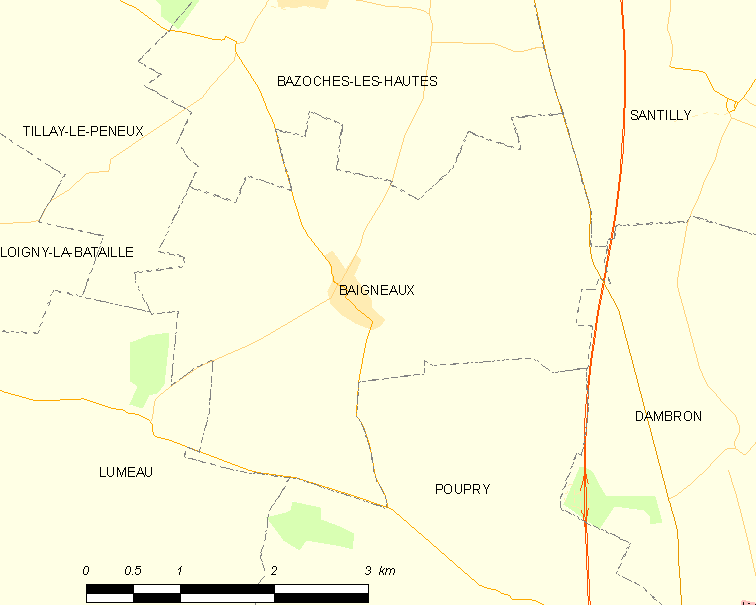
的OSM定位图

拜尼欧的时区为UTC+01:00、UTC+02:00（夏令时）。

## 行政
拜尼欧的邮政编码为28140，INSEE市镇编码为28019。

## 政治
拜尼欧所属的省级选区为莱维拉日沃韦安县。

## 人口

1962-2008年间人口变化图示

拜尼欧于2022年1月1日时的人口数量为216人。